# Différenciation des lymphocytes T
La différenciation des lymphocytes T est le phénomène par lequel un lymphocyte T naïf, ayant une spécificité donnée pour un antigène, acquiert également des capacités effectrices particulières. Ce processus est induit dans le ganglion lymphatique au cours de l'interaction entre une cellule présentatrice d'antigène présentant l'antigène spécifique et le lymphocyte T naïf.
Selon l'environnement dans lequel elle a été activée avant de rejoindre les organes lymphoïdes, les cellules présentatrices d'antigènes produisent différentes cytokines pouvant induire différents programmes de différenciation des lymphocytes T. Il existe ainsi différentes voies de différenciation possibles pour un lymphocyte T, plus ou moins exclusives les unes des autres.

## Différentes populations de lymphocytes T
Les différentes populations de lymphocytes T se distinguent notamment par la nature des cytokines qui sont produites. On distingue ainsi :
- Les lymphocytes Th1 qui produisent de l'IFNγ
- Les lymphocytes Th2 qui produisent surtout de l'IL-4 (mais aussi de l'IL-10)
- Les lymphocytes T régulateurs qui sont inhibiteurs et produisent du TGFβ
- Les lymphocytes Th17 qui produisent de l'IL-17 et de l'IL-22
- Les lymphocytes Tr1 qui produisent de l'IL-10

Cette liste s'allonge avec le temps.

## Conditions de différenciation
Des lymphocytes T naïfs vont se différencier en fonction des cytokines présentes lors de leur activation. Certains vont empêcher l'orientation vers un type particulier, d'autres vont favoriser la différenciation dans une direction précise. On peut résumer cela ainsi :
- IL-12 ⇒ Th1
- IL-4 ⇒ Th2
- TGFβ ⇒ Treg
- TGFβ+IL6 ⇒ Th17

De plus, la présence d'IL-4 empêche la formation des Th1, de même que la présence d'IL-12 empêche celle des Th2. La régulation Th1/Th2 a été très étudiée ; on sait par exemple que l'IFNgamma, produit par les T, oriente les cellules dendritiques à la fabrication d'IL-12.

## Facteurs de transcription impliqués
On considère que chaque lignée de lymphocyte T dépend de l'expression et de la régulation d'un facteur de transcription spécifique. On recense :
- Tbet pour les Th1
- GATA-3 pour les Th2
- Foxp3 pour les Tregs
- RORγT pour les lymphocytes Th17